# Маяки (спостережна станція)
Спостережна станція Маяки НДІ «Астрономічна обсерваторія» ОНУ ім. І. І. Мечникова  або  Наглядова станція Маяки  — астрономічна обсерваторія, заснована 1957 року[джерело?] у складі обсерваторії Одеського Державного Університету в селі Маяки, Одеського району Одеської області, за 40 км на захід від Одеси. Створення обсерваторії було ініційовано напередодні Міжнародного Геофізичного Року. Засновник обсерваторії — Володимир Платонович Цесевич. Основна тематика роботи обсерваторії з 1957 по 1998 року — патрульна зйомка 2/3 північної півкулі зоряного неба з метою пошуку й дослідження змінних зір. Також проводилися базисні патрульні зйомки метеорів в парі зі спостережною станцією Крижанівка.

## Інструменти обсерваторії
- Семикамерний астрограф для оглядової зйомки змінних зір
- Рефлектор РК400 (D = 400 мм, F = 2м)
- Рефлектор з електрофотометром (D = 500 мм, F = 12м)
- Дводзеркальний телескоп РК600, оптична система Річі — Кретьєна (D = 600 мм, F = 4.8м)
- Рефлектор РК800, оптична система Річі — Кретьєна (D = 800 мм, F = 6.4м)
- Ширококутний об'єктив «Таїр-19» (D = 17 см, F = 51 см, з травня 2007 року)
- Ширококутний об'єктив «Уран-12» (D = 22 см, F = 50 см, з 2008 року)
- АЗТ-3 (D = 48 см, F = 2м)
- Радіотелескоп «Уран-4» (РАТАН-4)
- Старий метеорний патруль на базі аерофотокамер НАФА-3С/25 з 4 камер

## Основні напрями досліджень
- Позиційні і фотометричні спостереження геостаціонарних супутників
- Фотометрія змінних зір
- ПЗС-спостереження Місяця
- Патрульні базисні спостереження метеорів (у 90-х роках XX століття була перерва в спостереженнях)

## Основні досягнення
- Більше 50 тисяч знімків зоряних полів, що становить близько 2% від усіх знятих фотоматеріалів у світі[джерело?]